# 영주시 (선거구)
영주시는 대한민국의 옛 국회의원 선거구이다.당시 경상북도 영주시 지역을 관할했다.

## 역사
1995년 1월, 영주시와 영풍군이 통합되면서 통합 영주시가 출범했다. 이에 제15대 국회의원 선거를 앞두고 영주시·영풍군 선거구가 영주시 선거구로 개편되었다. 
제20대 국회의원 선거를 앞두고 선거구 개편이 이루어짐에 따라 문경시·예천군 선거구와 통합되어 영주시·문경시·예천군 선거구를 이루게 되면서 폐지되었다.

## 역대 국회의원
| 선거   | 정당 | 정당     | 의원   |
| ------ | ---- | -------- | ------ |
| 1996년 |      | 무소속   | 박시균 |
| 2000년 |      | 한나라당 | 박시균 |
| 2004년 |      | 한나라당 | 장윤석 |
| 2008년 |      | 한나라당 | 장윤석 |
| 2012년 |      | 새누리당 | 장윤석 |

## 역대 선거 결과

### 대한민국 제15대 국회의원 선거
|  | 32.35% |

|  | 20.34% |

|  | 18.56% |

|  | 18.29% |

|  | 8.49% |

|  | 1.95% |

### 대한민국 제16대 국회의원 선거
|  | 58.91% |

|  | 26.17% |

|  | 9.33% |

|  | 5.57% |

### 대한민국 제17대 국회의원 선거
|  | 52.81% |

|  | 37.78% |

|  | 8.46% |

|  | 0.94% |

### 대한민국 제18대 국회의원 선거
|  | 52.47% |

|  | 43.83% |

|  | 3.69% |

### 대한민국 제19대 국회의원 선거
|  | 57.11% |

|  | 28.25% |

|  | 12.18% |

|  | 2.44% |